# Metropolia Cardiff–Menevia
Metropolia Cardiff–Menevia – metropolia Kościoła rzymskokatolickiego w Wielkiej Brytanii, obejmująca całą Walię oraz część zachodniej Anglii (dokładniej hrabstwo Herefordshire). Dzieli się na jedną archidiecezję i jedną diecezję. Powstała 7 lutego 1916 roku, od 2024 pod obecną nazwą. Najważniejszą świątynią jest Katedra Metropolitarna św. Dawida w Cardiff. Od 2022 godność metropolity sprawuje abp Mark O’Toole. 